# Rubia de Hitchcock
El término rubia de Hitchcock o rubia hitchcockiana se utiliza para referirse a las actrices principales que trabajaron en películas del director de cine estadounidense Alfred Hitchcock, que tienen en común el tono claro de su cabello. Estas «nórdicas», como él las llamaba, llamaban la atención del director ya que las consideraba misteriosas y frívolas, eran más fáciles de fotografiar en blanco y negro y se resaltaba más su elegancia y frialdad.
Las actrices que aparecieron en más películas del director fueron Grace Kelly e Ingrid Bergman, ambas apareciendo en tres filmes cada una.

## Controversia con Tippi Hedren
Hitchcock descubriría a la actriz Tippi Hedren en un comercial de televisión, y trabajarían juntos para dos cintas: Los pájaros y Marnie. Sin embargo, la actriz declaró haber sufrido múltiples acosos por parte del director en el rodaje de ambas películas, donde se destaca el de Los pájaros, donde para la escena final donde el personaje de Hedren es atacado por los pájaros, se utilizó una docena de gaviotas reales que estaban amarradas con hilos a ella en lugar de pájaros mecánicos como se le había asegurado a la actriz que se utilizarían. Hedren describió la semana del rodaje de dicha escena como la «peor de mi vida».
En 2012 se realizaría una película de televisión producida por la BBC y HBO hablando del acoso por parte del director hacia la actriz, The girl, protagonizada por Toby Jones como Hitchcock y Sienna Miller como Hedren.

## Listado
A continuación se incluye un listado en orden alfabético por apellido de todas las actrices que sirvieron como musas para Hitchcock.
| Actriz            | Películas con el director                                  |
| ----------------- | ---------------------------------------------------------- |
| Julie Andrews     | Cortina rasgada                                            |
| Ingrid Bergman    | Spellbound, Notorious, Under Capricorn                     |
| Madeleine Carroll | The 39 Steps, Secret Agent                                 |
| Doris Day         | The Man Who Knew Too Much                                  |
| Marlene Dietrich  | Stage Fright                                               |
| Joan Fontaine     | Rebecca, Suspicion                                         |
| Tippi Hedren      | Los pájaros, Marnie                                        |
| Grace Kelly       | Dial M for Murder, La ventana indiscreta, To Catch a Thief |
| Janet Leigh       | Psicosis                                                   |
| Vera Miles        | The Wrong Man, Psicosis                                    |
| Kim Novak         | Vértigo                                                    |
| Eva Marie Saint   | North by Northwest                                         |